# Midnatssol
Midnatssol eller polardag er navnet på det fænomen, at Solen nord for nordlige polarkreds og syd for den sydlige polarkreds en eller flere nætter hvert år ikke går ned under horisonten. Fænomenet optræder omkring solhverv, den 21. juni eller 22. juni nord for den nordlige polarkreds og 21. december eller 22. december syd for den sydlige polarkreds.
Perioden med midnatssol bliver gradvis længere jo nærmere man kommer henholdsvis Nordpolen og Sydpolen. Ved Nordpolen er Solen på himlen døgnet rundt i hele sommerhalvåret, mens Sydpolen i samme periode har uafbrudt nat. Omvendt er der midnatssol syd for den sydlige polarcirkel, når det er sommer på den sydlige halvkugle, og der er polarnat på Nordpolen. På den måde kan man opleve begge fænomener, hele året rundt.